# خوانلو هينس
خوانلو هينس (بالإسبانية: Juanlu) (7 نوفمبر 1972 بشريش في إسبانيا - ) هو لاعب كرة قدم إسباني في مركز الدفاع. شارك مع منتخب إسبانيا تحت 16 سنة لكرة القدم ومنتخب إسبانيا تحت 18 سنة لكرة القدم ومنتخب إسبانيا تحت 19 سنة لكرة القدم ومنتخب إسبانيا تحت 20 سنة لكرة القدم ومنتخب إسبانيا تحت 21 سنة لكرة القدم. أما مع النوادي، فقد لعب مع إيسيخا بالومبيي وبوليديبورتيفو إيخيذو وراسينغ فيرول وريال بيتيس ونادي ألباسيتي ونادي إكستريمادورا وريال بيتيس بي ونادي مُطريل ‏ وLucena CF ‏ وReal Balompédica Linense ‏.

## وصلات خارجية
- خوانلو هينس على موقع الاتحاد الدولي (مؤرشف)  (الإنجليزية)
- خوانلو هينس على موقع قاعدة بيانات كرة القدم.إي يو (الإنجليزية)